# Breitsamer Honig

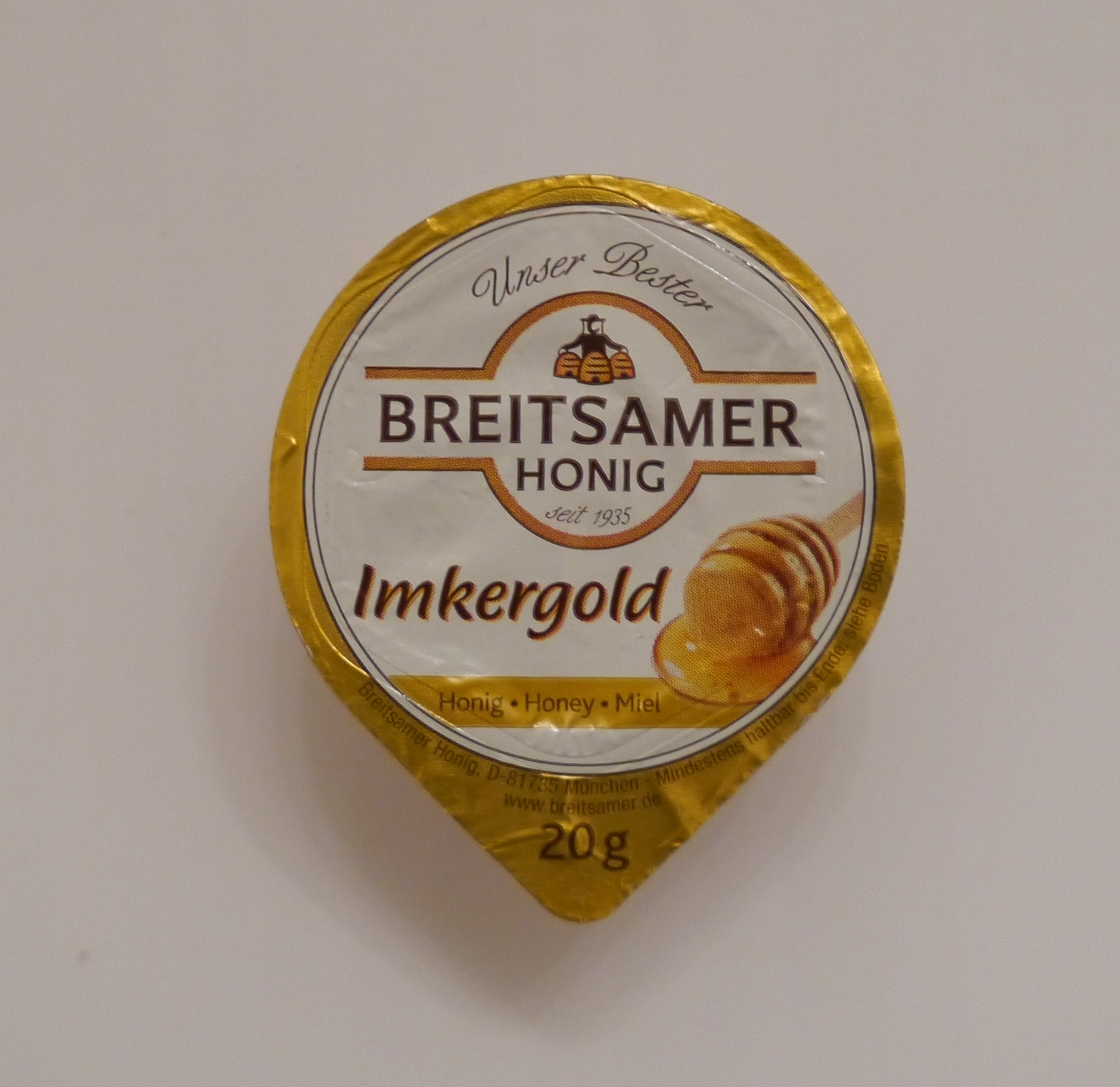
Kleinpackung Breitsamer Imkergold Honig 2013

Die Breitsamer + Ulrich GmbH & Co. KG in München ist ein deutscher Importeur, Abfüller und Vertreiber von Honig.

## Geschichte
Unternehmensgründer war Johann Breitsamer. Er hatte einen kleinen Milchladen im Münchner Stadtteil Haidhausen und begann 1935, dort zusätzlich Honig aus der Imkerei seines Schwagers zu verkaufen. Nach dem Ende des Zweiten Weltkrieges fokussierte Breitsamer das Geschäft auf das Produkt Honig, erweiterte die Imkerei auf über 200 Bienenstöcke, später kaufte er zunehmend auch Honig anderer Imker zu. Er errichtete 1951 im Stadtteil Ramersdorf einen neuen Abfüllbetrieb. 1964 übernahm sein Sohn Hans Breitsamer die Geschäftsführung, 1969 fusioniert dieser das Unternehmen mit dem Honighaus Georg Ulrich OHG in Fürth (Mittelfranken) zur Breitsamer + Ulrich GmbH & Co. KG. Die Honigabfüllung wurde daraufhin nach Fürth verlegt, 1981 kam ein neuer Abfüllbetrieb mit Labor in Markt Erlbach hinzu. 1985 war die Breitsamer + Ulrich GmbH & Co. KG der drittgrößte Honigabfüller in Europa. Seit der politischen Wende in der DDR kooperiert Breitsamer mit dem ehemaligen VEB Bienenwirtschaft Meißen, dem größten Honigabfüllbetrieb der DDR, der heutigen Bienenwirtschaft Meißen GmbH, Meißen in Sachsen.
1995 stiegen die Söhne von Hans Breitsamer in das Unternehmen ein. Der ältere Sohn Robert übernahm das Controlling und zunehmend den Verkauf, der jüngere Sohn Christian Breitsamer wurde Einkaufsleiter. Thomas Ulrich (Enkel von Georg Ulrich) ist als Geschäftsführer tätig und leitet den Abfüllbetrieb in Markt Erlbach. Zur Geschäftsführung des Unternehmens gehört noch Burkhard Bartsch.

## Das Unternehmen heute
Vor der Übernahme von Langnese-Honig durch Fürsten-Reform im Jahr 2005 war Breitsamer Marktführer in Deutschland. Heute ist das Unternehmen der zweitgrößte deutsche Honig-Abfüller. Geschäftsführer und Persönlich haftender Gesellschafter von Breitsamer & Ulrich ist Robert Breitsamer.
Zur Unternehmensgruppe gehören auch die Immenhof Naturprodukte Hans Breitsamer KG, Ulis Honigmarkt GmbH, Erlbacher Honighaus Breitsamer & Ulrich GmbH, ErlFood GmbH und die Bienenwirtschaft Meißen GmbH.
Die Firma Breitsamer & Ulrich füllt auch in Lizenz Produkte unter dem Namen Feinkost Käfer ab, darunter verschiedene Mischungen aus Honig und anderen Zutaten.